# Neolophonotus anomalus
Neolophonotus anomalus là một loài ruồi trong họ Asilidae. Neolophonotus anomalus được Londt miêu tả năm 1986. Loài này phân bố ở vùng nhiệt đới châu Phi.